# Lista de empresas ferroviárias do Brasil
Este anexo traz a lista das empresas ferroviárias do Brasil. Desse modo, abaixo encontram-se as companhias operadoras do transporte ferroviário brasileiro, atuais e extintas, conforme a área de operação das segundas e o tipo de transporte das primeiras.

## Operadores ferroviários em atividade

### Operadores do transporte de cargas

#### Grandes operadores
- Rumo Logística
  - Malha Norte - proprietária
  - Malha Oeste - proprietária
  - Malha Paulista - proprietária
  - Malha Sul - proprietária
- MRS Logística
  - Malha Sudeste - proprietária
- VLI Logística
  - Ferrovia Centro-Atlântica S.A. (FCA) - proprietária
  - Ferrovia Norte-Sul - proprietária (do trecho Açailândia (MA) a Porto Nacional (TO))
- Vale S.A.
  - Estrada de Ferro Vitória a Minas (EFVM) - proprietária
  - Estrada de Ferro Carajás (EFC) - proprietária

#### Pequenos operadores
- Alcoa - opera a Estrada de Ferro Juruti.
- Empresa Jari Celulose - opera a Estrada de Ferro Jari.
- Ferroeste - opera a linha Guarapuava-Cascavel.
- Ferrovia Tereza Cristina (FTC) - opera a Ferrovia Tereza Cristina.
- Mineração Rio do Norte - opera diretamente a Estrada de Ferro Trombetas
- Secretaria de Estado de Transportes - opera a Estrada de Ferro Amapá
- Transnordestina Logística S.A. - opera as malhas SR-1, SR-11 e SR-12 da extinta RFFSA no Nordeste.

### Operadores do transporte de passageiros

#### Operadores do transporte de longa distância
- Vale S.A. - opera a Estrada de Ferro Vitória a Minas e a Estrada de Ferro Carajás.

#### Operadores do transporte urbano
- CCR Metrô Bahia - opera em Salvador.
- Companhia Brasileira de Trens Urbanos (CBTU)
  - Superintendência de Trens Urbanos de João Pessoa (STU-João Pessoa) - opera em João Pessoa.
  - Superintendência de Trens Urbanos de Maceió (STU-Maceió) - opera em Maceió.
  - Superintendência de Trens Urbanos de Natal (STU-Natal) - opera em Natal.
  - Superintendência de Trens Urbanos de Recife (METROREC) - opera em Recife.
- Companhia Cearense de Transportes Metropolitanos (METROFOR) - opera em Fortaleza.
- Companhia de Transportes do Estado da Bahia (CTB) - opera em Salvador.
- Companhia do Metropolitano de São Paulo (METRÔ/CMSP) - opera em São Paulo.
- Companhia do Metropolitano do Distrito Federal (METRÔ-DF) - opera em Brasília.
- Companhia Estadual de Engenharia de Transportes e Logística (CENTRAL) - opera no Rio de Janeiro.
- Companhia Ferroviária e de Logística do Piauí (CFLP) - opera em Teresina.
- Companhia Paulista de Trens Metropolitanos (CPTM) - opera em São Paulo.
- Metrô BH - opera em Belo Horizonte.
- Empresa de Trens Urbanos de Porto Alegre (TRENSURB) - opera em Porto Alegre.
- MetrôRio - opera no Rio de Janeiro.
- SuperVia - opera no Rio de Janeiro.
- ViaMobilidade Linhas 5 e 17 - opera em São Paulo.
- ViaMobilidade Linhas 8 e 9 - opera em São Paulo.
- ViaQuatro - opera em São Paulo.
- Empresa Metropolitana de Transportes Urbanos de São Paulo (EMTU-SP) - opera o VLT da Baixada Santista.
- Concessionária do VLT Carioca S/A - opera o VLT do Rio de Janeiro.

#### Operadores de linhas turísticas e culturais
- Rumo Logística - opera a Linha Curitiba-Paranaguá.
- Associação Brasileira de Preservação Ferroviária (ABPF) - opera o Trem da Serra do Mar e o Trem das Termas.
  - ABPF - Regional São Paulo - opera o Trem dos Imigrantes e o Trem dos Ingleses.
  - ABPF - Regional Sul de Minas - opera o Trem das Águas e o Trem da Serra da Mantiqueira.
  - ABPF - Regional Campinas - opera a Viação Férrea Campinas-Jaguariúna.
- Bondes Monte Serrat - opera o sistema de bondinhos de Monte Serrat em Santos[1]
- Companhia Paulista de Trens Metropolitanos (CPTM) - opera o Expresso Turístico.
- Ferrovia Centro-Atlântica - opera a Estrada de Ferro Oeste de Minas.
- Grupo Giordani Turismo - opera o Trem do Vinho.
- Prefeitura Municipal de Paraíba do Sul - opera o Trem Estrada Real.
- Secretaria dos Transportes Metropolitanos do Estado de São Paulo (STM)  - opera a Estrada de Ferro Campos do Jordão.
- Serra Verde Express - opera o Trem da Serra do Mar, o Trem de Luxo, o Trem das Montanhas e o Trem do Pantanal.[2]
- Serrambi Turismo - opera o Trem do Forró[3]
- Trem do Corcovado - opera a Estrada de Ferro do Corcovado.
- Vale S.A. - opera o Trem da Vale

## Empresas ferroviárias extintas
Incluí empresas ferroviárias que foram fechadas. Na maioria dos casos elas foram absorvidas por outras empresas ou divididas.
- Rede Ferroviária Federal (RFFSA) (Criada em 1957 e concessionarizada em 1998 e dividida em várias companhias)

### Bahia
- Estrada de Ferro Bahia ao São Francisco
- Estrada de Ferro Bahia-Minas
- Estrada de Ferro Central da Bahia
- Estrada de Ferro Centro-Oeste da Bahia
- Estrada de Ferro Ilhéus
- Estrada de Ferro Nazaré
- Estrada de Ferro Santo Amaro
- Viação Férrea Federal do Leste Brasileiro
- Transbaião

### Espírito Santo
- Estrada de Ferro Leopoldina

### Minas Gerais
- Estrada de Ferro Bahia-Minas
- Estrada de Ferro Minas e Rio
- Estrada de Ferro Oeste de Minas
- Rede Mineira de Viação
- Rede Sul Mineira
- Estrada de Ferro Leopoldina

### Paraná
- Estrada de Ferro Guaíra
- Estrada de Ferro Norte do Paraná
- Estrada de Ferro Paraná (E.F.P.)
- Estrada de Ferro São Paulo Rio Grande (EFSPRG) SP-RG
- Ferropar
- Rede de Viação Paraná-Santa Catarina (RVPSC)

### Rio de Janeiro
- Estrada de Ferro Campos a Carangola
- Estrada de Ferro Central do Brasil
- Estrada de Ferro Leopoldina
- Estrada de Ferro Macaé e Campos
- Estrada de Ferro União Valenciana
- Estrada de Ferro Rio d'Ouro

### Santa Catarina
- Estrada de Ferro Santa Catarina
- Estrada de Ferro Donna Thereza Christina

### São Paulo
- Companhia Descalvadense
- Companhia Douradense
- Companhia Estrada de Ferro do Dourado
- Companhia Ferroviária São Paulo-Goiaz
- Companhia Itatibense de Estradas de Ferro
- Companhia Guarujá
- Companhia Rio Claro
- Companhia Mogiana de Estradas de Ferro
- Companhia Paulista de Estradas de Ferro
- Estrada de Ferro Araraquara
- Estrada de Ferro Barra Bonita
- Estrada de Ferro Funilense
- Estrada de Ferro Noroeste do Brasil
- Estrada de Ferro Perus Pirapora
- Estrada de Ferro Santa Rita
- Estrada de Ferro Santos-Jundiaí
- Estrada de Ferro São Paulo e Minas
- Estrada de Ferro Sorocabana
- FEPASA - Ferrovia Paulista S/A
- Ferroban
- São Paulo Railway
- The Rio Claro São Paulo Railway Company

### Outros estados
- América Latina Logística
- Brasil Ferrovias S.A.
- Companhia Metropolitana de Transportes Públicos (CMTP) - absorvida pela Companhia Ferroviária e de Logística do Piauí
- Estrada de Ferro Central do Piauí
- Estrada de Ferro de Bragança
- Estrada de Ferro de Goiás
- Estrada de Ferro de Natal a Nova Cruz
- Estrada de Ferro do Recife ao Limoeiro
- Estrada de Ferro Madeira-Mamoré
- Estrada de Ferro Mossoró-Sousa
- Estrada de Ferro Petrolina a Teresina
- Estrada de Ferro Sampaio Correia
- Estrada de Ferro São Luís-Teresina
- Ferronorte S.A.
- Novoeste S.A.
- Rede de Viação Cearense
- Rede Ferroviária do Nordeste
- Viação Férrea do Rio Grande do Sul